# ساده‌لوح (فیلم ۱۹۹۳)
ساده‌لوح (به هندی: Anari) فیلمی محصول سال ۱۹۹۳ و به کارگردانی کی. مورالی موهانا رائو است. در این فیلم بازیگرانی همچون داگوباتی ونکاتش، کاریسما کاپور، راکهی گولزار، سورش اوبروی، گلشن گروور، بینا بانرجی، جانی لور، لاکسیمیکانت برد ایفای نقش کرده‌اند.